# Hạm đội 1 Hoa Kỳ
Hạm đội 1 Hoa Kỳ/Đệ nhất Hạm đội Hoa Kỳ trước đây là một đơn vị của Hải quân Hoa Kỳ hoạt động sớm lắm là vào năm 1946 (nhưng hoạt động giống như một Hạm đội Đặc nhiệm đầu tiên vào năm 1948) đến ngày 01 tháng 02 năm 1973 tại miền tây Thái Bình Dương như một bộ phận của Hạm đội Thái Bình Dương. Năm 1973 hạm đội được giải tán và các trách vụ của nó được chuyển qua cho Đệ tam Hạm đội Hoa Kỳ.
Phó Đô đốc A. E. Montgomery được giao nhiệm vụ là Tư lệnh của Đệ nhất Hạm đội Đặc nhiệm vào tháng 07 năm 1947 lúc có sự viếng thăm thanh tra của một nhóm sĩ quan cao cấp. Tuần duyên hạm USS Salt Lake City (CA-25) bị đánh đắm khi làm mục tiêu của một cuộc thử bom nguyên tử trong lần diễn tập của Đệ nhất Hạm đội Đặc nhiệm vào tháng 05 năm 1948. USS Salisbury Sound (AV-13) trở thành soái hạm của Phó Đô đốc G.F. Bogan vào ngày 25 tháng 03 năm 1949. USS Curtiss (AV-4) phục vụ như soái hạm cho Tư lệnh Đệ nhất Hạm đội đầu năm 1949 trong ba tuần của các chiến dịch đổ bộ từ biển vào bờ tại vùng biển Alaska để định lượng các trang bị dùng trong thời tiết lạnh. USS Helena (CA-75) phục vụ như soái hạm cho Đệ nhất Hạm đội từ tháng 01 năm 1960 đến tháng 03 năm 1963.
Vài nguồn thông tin nói rằng Tuần duyên Hoa Kỳ được chọn lựa sẵn để làm Đệ nhất Hạm đội trong lúc có chiến tranh, nhưng có ít bằng chứng hỗ trợ cho lập luận này. Một sự chọn lựa sẵn này có lẽ không chính thức và đã không xảy ra trong Cuộc chiến Chống khủng bố hiện tại.

## Các tư lệnh
- Phó Đô đốc A.E. Montgomery (circa 1947)
- Phó Đô đốc G.F. Bogan (circa 1949)
- Đô đốc Harold M. Martin (to ngày 28 tháng 3 năm 1951)
- Phó Đô đốc Arthur D. Struble (ngày 28 tháng 3 năm 1951-?)
- Đô đốc Robert L. Dennison (1956-1958)
- Đô đốc Lawson P. Ramage (1964-1966)
- Phó Đô đốc Bernie Roeder (1967-1968)